# Tomoko Tamura
Pour les articles homonymes, voir Tamura.
Tomoko Tamura (田村 智子, Tamura Tomoko) est une femme politique japonaise née le 4 juillet 1965, représentant le Parti communiste japonais à la Chambre des conseillers du Japon, élue à la représentation proportionnelle. Elle devient en 2024 la première femme à présider le PCJ. 

## Jeunesse et études
Tomoko Tamura naît le 4 juillet 1965 à Komoro dans la préfecture de Nagano. Dans sa jeunesse, elle aide ses parents dans la papeterie familiale. Elle effectue ses études à l'université Waseda, où elle organise un mouvement de contestation étudiante contre l'augmentation des frais d'inscription. Elle rejoint alors le mouvement de jeunesse du Parti communiste japonais, la Ligue de la jeunesse démocratique du Japon (en). Elle y trouve un emploi à la sortie de l'université, gérant notamment le journal interne du mouvement. Elle rejoint ensuite dès ses vingt ans le Parti communiste.

## Carrière électorale

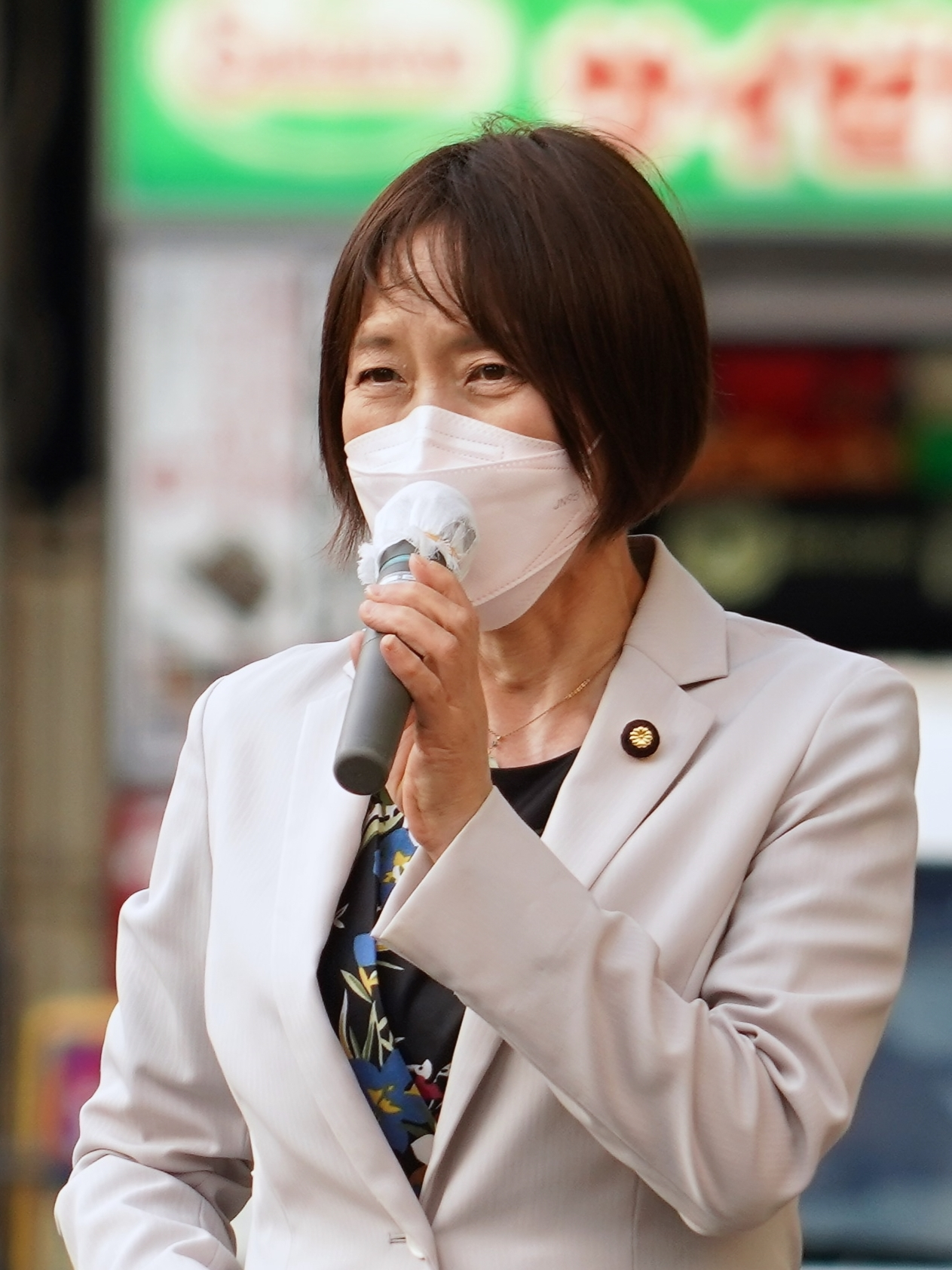
Tomoko Tamura en 2022, lors de la campagne pour les élections de la Chambre des conseillers.

Elle fait son entrée dans la vie politique en tant qu'assistante parlementaire de la conseillère du Parti communiste Miyo Inoue (ja). On lui propose rapidement une place sur la liste de représentation proportionnelle, qu'elle accepte. Située en bas de la liste, elle n'est pas élue, malgré sa présence à six élections différentes.
Tomoko Tamura est élue pour la première fois en 2010, lors des élections à la Chambre des conseillers du Japon (en) du 13 juillet. Elle est réélue lors des élections à la Chambre des conseillers du Japon de 2016, où elle est de nouveau élue à la relance proportionnelle. Elle rejoint alors la commission du Budget de la Chambre des conseillers. En 2016, elle est nommée vice-présidente du Parti communiste. Lors de la pandémie de Covid-19, elle se montre très critique face à la lenteur du gouvernement japonais à mettre en place des mesures visant à limiter les contaminations.
Elle est de nouveau réélue en juillet 2022, lors des élections à la Chambre des conseillers.
En 2024, elle est nommée à la tête de son parti, le Parti communiste japonais, à l'issue du 29e congrès de ce dernier,. La même année, elle se présente aux élections législatives japonaises de 2024 dans la circonscription proportionnelle de Tokyo et démissionne de son poste à la Chambre des conseillers du Japon le 15 octobre 2024. Le 27 octobre, elle est élue, et fait son entrée à la Chambre des représentants du Japon.

## Prises de position
Elle est très impliquée dans les problèmes de pauvreté des étudiants lors de l'intégralité de sa carrière politique, dès ses premiers engagements. Elle est également très investie dans les questions de pauvreté infantile, souhaitant faciliter l'accès des crèches aux jeunes parents, et plus d'aides. Très impliquée sur le plan universitaire, elle s'oppose au gouvernement Kishida et sa politique de réduction drastique des effectifs de la recherche japonaise, critiquant une perte considérable,.
Toujours sur le plan social, elle est favorable à l'instauration de quotas afin de favoriser l'accès des minorités à certains postes, et se déclare favorable à la légalisation du mariage homosexuel au Japon.
Elle est également fortement impliquée dans les discriminations faites aux femmes, notamment à leur représentation dans le paysage politique japonais. Ainsi, elle critique régulièrement les nominations de femmes faites dans les différents gouvernements du Parti libéral-démocrate (PLD), vitupérant notamment la présence de femmes ne promouvant pas l'émancipation des femmes ou l'égalité des sexes, mais à l'inverse souhaitant maintenir une vision traditionaliste de femme au foyer.
Comme la majorité des conseillers communistes, Tomoko Tamura s'oppose à une révision de la constitution du Japon. Elle est également opposée à l'utilisation de l'énergie nucléaire, qu'elle soit militaire ou civile, et souhaite favoriser grandement les énergies renouvelables.
Du point de vue international, elle est également favorable à un renforcement des mesures de sanction prises par le Japon à l'encontre de la Russie, à la suite du conflit opposant cette dernière à l'Ukraine. Elle est également impliquée dans l'accueil de travailleurs étrangers au Japon, et est critique de la politique des différents gouvernements du PLD concernant l'accueil de ces derniers.

## Vie personnelle
Tomoko Tamura est mariée et mère de deux enfants.